# باربرا هيبورث
جوسلين باربرا هيبورث (10 يناير 1903 - 20 مايو 1975) فنانة ونحاتة إنجليزية من مدينة ويكفيلد. عملها يجسد الحداثة وخاصة النحت الحديث. وكانت واحدة من عدد قليل من الفنانات حققت شهرة عالمية. جنبا إلى جنب مع فنانين مثل بن نيكلسون ونعوم غابو، كانت باربرا هيبورث القيادي البارز في مستعمرة الفنانين الذين أقاموا في سانت ايفيس خلال الحرب العالمية الثانية.

## روابط خارجية
- باربرا هيبورث على موقع الموسوعة البريطانية (الإنجليزية)
- باربرا هيبورث على موقع مونزينجر (الألمانية)
- باربرا هيبورث على موقع إن إن دي بي (الإنجليزية)
- باربرا هيبورث على موقع ديسكوغز (الإنجليزية)